# Persone di cognome Sánchez
| Questa pagina contiene informazioni ricavate automaticamente dalle voci biografiche con l'ausilio del template Bio e di un bot. L'aggiornamento è periodico e automatico e ricostruisce completamente la pagina. Se manca una persona in questa lista, sei pregato di non aggiungerla, ma accertati piuttosto che la sua voce biografica contenga il template Bio e che i dati anagrafici siano correttamente compilati. Se il template Bio manca, inseriscilo tu stesso o, in alternativa, metti l'avviso {{tmp\|Bio}} che ne segnala la mancanza. Se i dati riportati sono sbagliati, correggi direttamente la voce biografica; le modifiche saranno visibili in questa lista entro pochi giorni. Per chiarimenti vedi il progetto antroponimi. La lista contiene solo le 63 persone che sono citate nell'enciclopedia e per le quali è stato implementato correttamente il template Bio. Pagina aggiornata al 23 apr 2025. |

Questa è una lista di persone presenti nell'enciclopedia che hanno il cognome Sánchez, suddivise per attività principale.

## Allenatori di calcio(2)
- Nicolás Sánchez, allenatore di calcio e ex calciatore argentino (Buenos Aires, n. 1986)
- Pablo Sánchez, allenatore di calcio e ex calciatore argentino (Rosario, n. 1973)

## Allenatori di calcio a 5(1)
- Carlos Sánchez, allenatore di calcio a 5 e ex giocatore di calcio a 5 argentino (Buenos Aires, n. 1975)

## Arcivescovi cattolici(1)
- Carlos Alberto Sánchez, arcivescovo cattolico argentino (San Miguel de Tucumán, n. 1963)

## Artisti(1)
- Juan Félix Sánchez, artista e artigiano venezuelano (San Rafael de Mucuchíes, n. 1900 - San Rafael de Mucuchíes, † 1997)

## Astronomi(1)
- Salvador Sánchez, astronomo spagnolo

## Atleti(1)
- Miguel Benancio Sánchez, atleta argentino (Bella Vista, n. 1952 - † 1978)

## Attori(2)
- Marcelino Sánchez, attore portoricano (Cayey, n. 1957 - Los Angeles, † 1986)
- Jaime Sánchez, attore portoricano (Rincón, n. 1938)

## Attrici(3)
- Roselyn Sánchez, attrice e modella portoricana (San Juan, n. 1973)
- Aurora Sánchez, attrice spagnola (Madrid, n. 1960)
- Nataniel Sánchez, attrice peruviana (Lima, n. 1991)

## Batteristi(1)
- Antonio Sánchez, batterista messicano (Città del Messico, n. 1971)

## Calciatori(27)
- Fernando Sánchez, calciatore argentino
- Juan Carlos Sánchez, ex calciatore boliviano (n. 1971)
- Luis Antonio Sánchez, calciatore argentino (Buenos Aires, n. 1910)
- Martín Sánchez, calciatore argentino
- Matías Sánchez, ex calciatore argentino (Temperley, n. 1987)
- Óscar Carmelo Sánchez, calciatore e allenatore di calcio boliviano (Cochabamba, n. 1971 - La Paz, † 2007)
- Raúl Sánchez, calciatore cileno (Valparaíso, n. 1933 - † 2016)
- Adrián Sánchez, calciatore argentino (Don Torcuato, n. 1999)
- Alan Sánchez, ex calciatore argentino (Buenos Aires, n. 1985)
- Alejandro Miguel Sánchez, calciatore argentino (Buenos Aires, n. 1986)
- Alfredo Sánchez, calciatore messicano (n. 1904)
- Alfredo Sánchez, calciatore argentino
- Asdrúbal Sánchez, ex calciatore venezuelano (Caracas, n. 1958)
- Carlos Alfredo Sánchez, calciatore honduregno (El Progreso, n. 1990)
- Daniel Florencio Sánchez, ex calciatore uruguaiano (Montevideo, n. 1961)
- Facundo Sánchez, calciatore argentino (Sa Pereyra, n. 1990)
- Felipe Sánchez, calciatore argentino (Rafaela, n. 2004)
- Fernando Sánchez, ex calciatore argentino (Buenos Aires, n. 1976)
- Jhon Jairo Sánchez, calciatore ecuadoriano (Manta, n. 1999)
- Leonardo Sánchez, ex calciatore argentino (La Plata, n. 1986)
- Luciano Sánchez, calciatore argentino (Guaymallén, n. 1994)
- Marcos Fabián Sánchez, calciatore argentino (Machagai, n. 1990)
- Matías Santiago Sánchez, calciatore argentino (San Martín, n. 1996)
- Max Sánchez, ex calciatore costaricano (n. 1973)
- Nicolás Sánchez, calciatore argentino (Villa General Savio, n. 2004)
- Salvador Sánchez, calciatore argentino (Tres Algarrobos, n. 1995)
- Valentín Sánchez, calciatore argentino (Buenos Aires, n. 2002)

## Cantanti(1)
- Charlie Zaa, cantante colombiano (Girardot, n. 1974)

## Cardinali(1)
- José Tomás Sánchez, cardinale e arcivescovo cattolico filippino (Pandan, n. 1920 - San Juan, † 2012)

## Cestisti(1)
- Marcelo Sánchez, ex cestista uruguaiano (n. 1966)

## Drammaturghi(1)
- Florencio Sánchez, drammaturgo uruguaiano (Montevideo, n. 1875 - Milano, † 1910)

## Gesuiti(1)
- Tomás Sánchez, gesuita e giurista spagnolo (Cordova, n. 1550 - Granada, † 1610)

## Giocatori di baseball(3)
- Aníbal Sánchez, giocatore di baseball venezuelano (Maracay, n. 1984)
- Gary Sánchez, giocatore di baseball dominicano (Santo Domingo, n. 1992)
- Juan Marichal, ex giocatore di baseball dominicano (Montecristi, n. 1937)

## Modelle(1)
- Griselda Sanchez, modella e personaggio televisivo argentina (Mendoza, n. 1984)

## Musicisti(1)
- Poncho Sanchez, musicista messicano (Laredo, n. 1951)

## Pallavoliste(1)
- Kathia Sánchez, pallavolista portoricana (n. 1995)

## Politiche(1)
- Linda Sánchez, politica statunitense (Orange, n. 1969)

## Registi(1)
- José María Sánchez, regista spagnolo (Madrid, n. 1949 - Torrelodones, † 2006)

## Rugbisti a 15(1)
- Nicolás Sánchez, rugbista a 15 argentino (San Miguel de Tucumán, n. 1988)

## Scrittori(3)
- Alex Sánchez, scrittore statunitense (Città del Messico, n. 1957)
- Tomás Antonio Sánchez, scrittore spagnolo (Ruiseñada, n. 1723 - Madrid, † 1802)
- José María Castillo Sánchez, scrittore e teologo spagnolo (Puebla de Don Fadrique, n. 1929 - Granada, † 2023)

## Scrittrici(1)
- Clara Sánchez, scrittrice e docente spagnola (Guadalajara, n. 1955)

## Sovrane(1)
- Onneca Sánchez di Navarra, regina († 931)

## Sovrani(2)
- Alfonso I d'Aragona, sovrano (Jaca - Huesca, † 1134)
- Aznar I Sánchez, sovrano francese († 836)

## Velisti(1)
- Kiko Sánchez, ex velista spagnolo (n. 1965)

## Senza attività specificata(1)
- Omayra Sánchez, colombiana (Armero, n. 1972 - Armero, † 1985)